# مورغيلونس
مورغيلونس (بالإنجليزية: Morgellons)‏ هو اسم غير رسمي لحالة جلد مشخصة ذاتيًا والتي لا أساس لها علميًا ويعاني فيها الأفراد من تقرحات يعتقدون أنها تحتوي على مادة ليفية. مورغيلوس ليست مفهومة جيدًا، لكن الإجماع الطبي العام هو أنها شكل من أشكال الطفيليات الوهمية. عادة ما تكون القروح نتيجة للخدش القهري، وعندما يتم تحليل الألياف، يتبين باستمرار أنها نشأت من القطن والمنسوجات الأخرى.
تم تسمية الحالة في عام 2002 من قبل ماري ليتاو، وهي أم رفضت التشخيص الطبي لطفيلي ابنها الوهمي. اختارت الاسم من رسالة كتبها طبيب في منتصف القرن السابع عشر. نجحت ليتاو وآخرون في مؤسسة مورغيلونس للأبحاث (Morgellons Research Foundation) التابعة لها في الضغط على أعضاء الكونغرس الأمريكي ومراكز السيطرة على الأمراض والوقاية منها للتحقيق في الحالة في عام 2006. أصدر باحثو مراكز السيطرة على الأمراض والوقاية منها (CDC) نتائج دراستهم متعددة السنوات في يناير 2012، مما يشير إلى عدم وجود كائنات مرضية في العينات المأخوذة من الأفراد الذين تم فحصهم وأن الألياف التي تم العثور عليها كانت على الأرجح من القطن، وتوصلوا إلى أن الحالة كانت «مشابهة لما تم التعرف عليه بشكل أكثر شيوعًا مثل الإصابة الوهمية».

## أعراض
يشكو منه 14 ألف شخص حول العالم، وتظهر عوارضه من خلال بزوغ ألياف سوداء وحمراء وزرقاء من الجلد، مع شعور بالوخز. يترافق هذا المرض مع إحساس بالتعب وفقدان للذاكرة وآلام في المفاصل، وينبع اسمه من المنطقة التي ظهر فيها للمرة الأولى في فرنسا، عندما قضى على بعض الأطفال إثر بزوغ شعر أسود من جلدهم بالقرن الـ17. يشبه داء الواهنة في الطب الشعبي.

## مجتمع وثقافة
يخضع مرض مورغيلونس، الذي طالما صنفته الجالية العلمية لسنوات عدة كمرض نفسي، لدراسة دقيقة في مراكز منظمة (Disease Control and Prevention) الأميركية المشرفة على برامج البحوث والوقاية من الأمراض. في بادئ الأمر، اعتقد الأطباء أن الأشخاص المصابين بهذا المرض “مجانين” يعانون من عوارض الهلوسة الفيروسية التي تجعلهم يؤمنون بأن الفيروسات تمشي على أجسامهم.
مع مرور الوقت، ازداد عدد الأشخاص المصابين بهذا المرض إلى أن وصل إلى بضعة آلاف مما دفع السيدة “ماري ليتاو” (Mary Leitao) إلى تأسيس جمعية في العام 2002، تدعى (Morgellons Research Foundation) يجتمع اليوم تحت سقفها 11 ألف مكتتب، معظمهم يقيمون بكاليفورنيا وتكساس وفلوريدا. ويعاني المصابين بمرض “مورغيلونس” من ظواهر غريبة على جلدهم، كما الحكة الجنونية وبروز ألياف ملونة (زرقاء أو حمراء) من مناطق الإصابة الجلدية.   
لم يصنف مرض مورغيلونس أو مرض الألياف بعد من قبل الهيئات الطبية العالمية، كما أنه لم يتم التعرف بعد على الفيروس الذي يسبب هذا المرض.أشار معظم المصابين بهذا المرض إلى مرورهم بأعراض مختلفة كالشعور بزحف حشرات على أجسادهم، أو الشعور باللدغ أو اللسع، إلى جانب العديد من الجروح التي لا تشفى إطلاقاً وتستمر لعدة سنوات.
هذه الجروح أو الخدوش لها أشكال معينة وغير معتادة كوجود ألياف أو خيوط ليفية أبدت تلألؤاً ذاتياً، حين إجراء الفحص بالأشعة فوق البنفسجية، إلى الألوان الزهرية والحمراء والسوداء. كما ظهرت لدى البعض بكرات زغبية أو أشكال تشبه الكبسولات الصغيرة أم بقعاً سوداء مصحوبة بإفرازات سوداء من أماكن الإصابة.
وأبدى معظم المرضى أعراضاً حادة متعلقة بالشعور بالإرهاق والتعب والتدهور الشديد في وظائف الدماغ وفقدان الذاكرة القصيرة المدى والآلام الحادة في المفاصل، والتدهور في قوة البصر والمشاكل العصبية الأخرى.

## الأسباب والتعامل
للآن لم يتم تحديد نوعية المرض أو كيفية انتقال العدوى، كما أن سرعة انتشاره وأعراضه الخطيرة يتطلبان تدخلاً عاجلاً من جميع الخبراء في الحقل الطبي، في جميع الدول وعلى جميع المستويات الإدارية الصحية، وذلك للأسباب التالية:
- المسبب الحقيقي وطرق انتقال العدوى غير معروفة بعد مما يشكل خطراً على الصحة العامة.
- لم يتم تعيين الدواء المناسب لمعالجة هذا المرض.
- معظم المرضى المصابين بهذا المرض غير قادرين على العيش بصورة طبيعية والبعض منهم ترك عمله بسبب عدم القدرة على الإنتاج.
- يتفادى بعض المرضى الإفصاح عن إصابته علناً لتجنب خوف الناس منه ونبذ المجتمع له لا سيما أنه مرض جلدي يسبب النفور والاشمئزاز لدى الكثيرين.
- يصيب المرض جميع الفئات العمرية بما فيها الأطفال، ويزداد احتمال انتقال العدوى خاصة في المدارس.
- ينتشر المرض بصورة مقلقة بخاصة في ولاية كاليفورنيا الأمريكية أين تضاعف عدد المرضى بصورة كبيرة.
- تؤدي الحكة العنيفة إلى حدوث خدوش وجروح من الممكن أن تتطور، بواسطة البكتيريا المتعايشة مع الجسم، إلى عدوى ثانوية كالقوباء أو أي إصابة فطرية أخرى.

وتم مقارنة الألياف البارزة من جلد المرضى بقواعد بيانات مختبراتية أميركية، تحتوي على 90 ألف مركٌب، دون أن تؤول هذه المقارنة إلى أي شيء. كما حاول الباحثون إحراق هذه الألياف عبر حرارة بلغت 700 درجة مئوية. والغريب في الأمر أن هذه الألياف تحول لونها إلى أسود لكن الحرارة العالية جداً لم تستطع تدميرها.
[بحاجة لمصدر]

## وصلات خارجية
- اعتلال الجلد غير المعرف (ويسمى أيضا «مرض مورغيلونس») مراكز السيطرة على الأمراض والوقاية منها (الولايات المتحدة الأمريكية)